# Gullgubber
 (septembre 2022).
La mise en forme du texte ne suit pas les recommandations de Wikipédia : il faut le « wikifier ».
Les points d'amélioration suivants sont les cas les plus fréquents. Le détail des points à revoir est peut-être précisé sur la page de discussion.
- Les titres sont pré-formatés par le logiciel. Ils ne sont ni en capitales, ni en gras.
- Le texte ne doit pas être écrit en capitales (les noms de famille non plus), ni en gras, ni en italique, ni en « petit »…
- Le gras n'est utilisé que pour surligner le titre de l'article dans l'introduction, une seule fois.
- L'italique est rarement utilisé : mots en langue étrangère, titres d'œuvres, noms de bateaux, etc.
- Les citations ne sont pas en italique mais en corps de texte normal. Elles sont entourées par des guillemets français : « et ».
- Les listes à puces sont à éviter, des paragraphes rédigés étant largement préférés. Les tableaux sont à réserver à la présentation de données structurées (résultats, etc.).
- Les appels de note de bas de page (petits chiffres en exposant, introduits par l'outil «  Source ») sont à placer entre la fin de phrase et le point final[comme ça].
- Les liens internes (vers d'autres articles de Wikipédia) sont à choisir avec parcimonie. Créez des liens vers des articles approfondissant le sujet. Les termes génériques sans rapport avec le sujet sont à éviter, ainsi que les répétitions de liens vers un même terme.
- Les liens externes sont à placer uniquement dans une section « Liens externes », à la fin de l'article. Ces liens sont à choisir avec parcimonie suivant les règles définies. Si un lien sert de source à l'article, son insertion dans le texte est à faire par les notes de bas de page.
- La présentation des références doit suivre les conventions bibliographiques. Il est recommandé d'utiliser les modèles {{Ouvrage}}, {{Chapitre}}, {{Article}}, {{Lien web}} et/ou {{Bibliographie}}. Le mode d'édition visuel peut mettre en forme automatiquement les références.
- Insérer une infobox (cadre d'informations à droite) n'est pas obligatoire pour parachever la mise en page.

Pour une aide détaillée, merci de consulter Aide:Wikification.
Si vous pensez que ces points ont été résolus, vous pouvez retirer ce bandeau et améliorer la mise en forme d'un autre article.

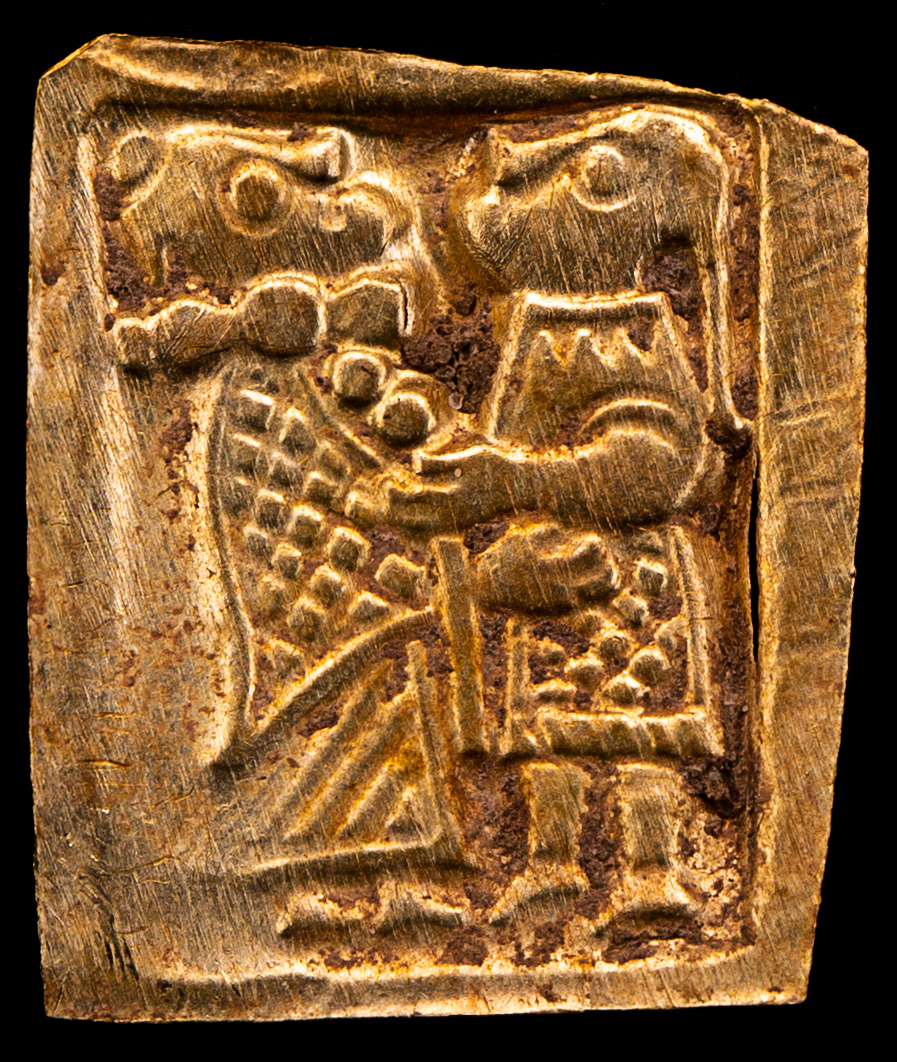
Objet en feuille d'or représentant des personnages, datant d'environ 700 après J.C., trouvé à Aska, à Hagebyhöga en Suède, en 2020.

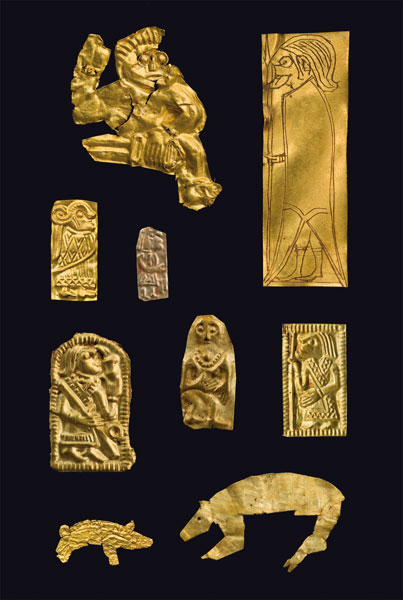
Gullgubber des de Sorte Muld, Bornholm

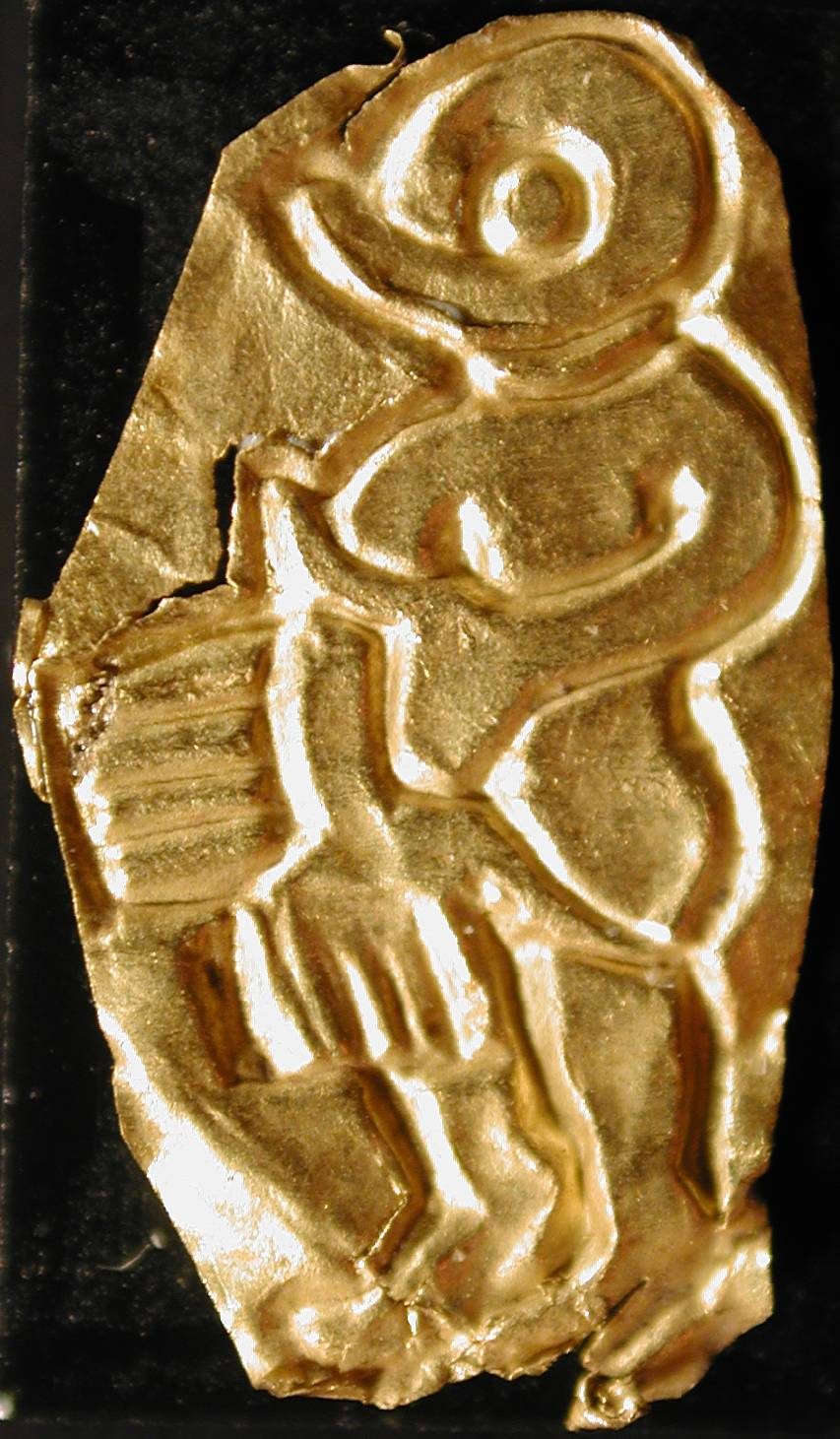
Un gullgubbe "spectre"

Gullgubber (norvégien, prononcé [ˈɡʉ̀lɡʉbər]) ou guldgubber (danois, prononcé [ˈkulˌkupɐ]), guldgubbar (suédois, prononcé [ˈɡɵ̂ldˌɡɵbːar]), sont des objets d'art, des amulettes ou des offrandes trouvés en Scandinavie et datant de l'âge du fer nordique.

## Description et informations générales
Ils sont constitués de fines pièces d'or battu (parfois d'argent), de petite taille, généralement entre 1 et 2 cm2. Ils étaient le plus souvent estampillés d'un motif, et sont les plus anciens exemples de toreutique en Europe du Nord.
Le mot gullgubbe signifie « petit vieux d'or » et est tiré d'un rapport publié en 1791 par Nils Henrik Sjöborg, dans lequel il indique que les villageois de Ravlunda, Scania, qui les trouvaient dans les dunes, les appelaient guldgubbar.
Au total, approximativement 3 000 gullgubber ont été trouvés. Ils proviennent d'environ 30 sites en Norvège, en Suède et au Danemark, où la majorité fut retrouvée. Pas moins de 2 350 de ces objets ont été trouvés au village de Sorte Muld (da), sur l'île danoise de Bornholm, tandis que plus de 100 ont été trouvés à Lundeborg, près de Gudme sur l'île danoise de Funen, et 122 à Uppåkra en Suède, dans la province historique de Scanie. Peu de gullgubber ont été trouvés jusqu'à présent en Norvège, bien que 19 aient été découverts lors de fouilles à l'église de Vingrom à Oppland entre 2003 et 2005, et la répartition des découvertes a pu, et peut être encore affectée, par des circonstances actuelles ainsi que par la situation politique au moment où les objets ont été déposés à l'endroit de leur découverte.
Ces objets datent de la fin de l'âge du fer. Plus précisément de la fin de l'âge des migrations jusqu'au début de l'âge viking, en particulier ce que l'on appelle en Norvège, l'ère mérovingienne ou en Suède l'Âge de Vendel, qui s'étend de 550 à 800 après J.C.. Cependant il peut être difficile de dater ces objets. En effet, ils ont souvent été trouvés dans des contextes qui ne permettaient pas la datation ou dans lesquels ils n'ont pas été datés. Il semble probable qu'ils aient remplacé les bractéates, qui nécessitent beaucoup plus de métal, après que l'obtention d'or de l'Empire byzantin soit devenue difficile.

## Représentation et usage

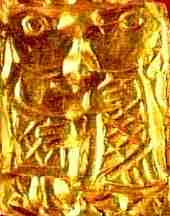
Un gullgubbe en or.

De nombreux gullgubber trouvés en Norvège et en Suède représentent un homme et une femme se faisant face. Ils sont parfois enlacés, parfois avec une branche ou un arbre visible entre eux. Parfois, les genoux des personnages sont pliés et ils peuvent être représentés en train de danser. Ils sont presque toujours habillés, les vêtements étant généralement représentés avec soin, avec des tenues plus formelles que décontractées. Certains ne comprennent qu'un seul personnage, masculin, féminin, ou un animal. D'autres sont des découpes non estampillées. Sharon Ratke, dans sa thèse sur les gullgubber, a ajouté une autre catégorie, celle des "spectres" et suggère que cela pourrait indiquer que certains de ces objets étaient un hommage aux morts ou aux voyageurs. Elle rejette la notion de danse, interprétant ces figures comme statiques et les classant ainsi parmi les spectres.
Une interprétation courante du motif de l'homme et de la femme sur le gullgubber est qu'il symbolise le mariage sacré entre le dieu Vanir Freyr et le jötunn Gerðr, évoqué dans le poème eddique Skírnismál. Certains ont interprété la branche d'arbre comme une référence au bosquet, Barri, où Gerðr accepte de rencontrer Freyr ; d'autres ont noté sa ressemblance avec l'angélique des jardins, une plante associée à la fertilité. On peut, dans ce cas, penser que les gullgubber étaient destinés à assurer la fertilité, ou qu'ils étaient conçus comme une représentation du couple mythique qui a donné naissance à une lignée de chefs. De sources historiques, nous savons, par exemple, que la lignée Yngling a retracé son ascendance jusqu'à Fjölnir, fils de Gerðr et Freyr.
Des découvertes récentes ont quelque peu changé le regard porté sur les gullgubber. Près de 2 500 ont été trouvés à Sorte Muld, sur l'île danoise de Bornholm. Il s'agit de loin le nombre le plus élevé retrouvés sur tous les sites. Et de 2000 à 2004, 122 gullgubber, la deuxième découverte comprenant le plus d'objets de ce genre, a été faite non loin de là, à Uppåkra en Suède. Plusieurs de ceux trouvés sur les deux sites sont similaires; certains ont été fabriqués à l'aide des mêmes matrices ou patrices. Quatre matrices et une partie d'un cinquième ont été trouvées à Uppåkra, qui était donc vraisemblablement le point de fabrication d'au moins certains des gullgubber de Sorte Muld. De plus, certains gullgubber trouvés sur d'autres sites présentent, eux aussi, de fortes similitudes avec certains d'Uppåkra. Certains provenant d'Uppåkra sont exceptionnellement précis dans leurs détails,. À Uppåkra, ils ont été trouvés dans les trous de poteaux et les fossés muraux d'un bâtiment, qui serait, d'après les interprétations, un hof païen. Ces objets sont ainsi généralement appréciés, de nos jours, comme étant des ex-votos.
Des tentatives récentes ont été faites pour interpréter les gestes des couples représentés sur gullgubber en fonction de sources médiévales telles que le Miroir des Saxons. Des scènes de fiançailles, par exemple, ont pu être identifiées,. Cependant, à Uppåkra mais aussi à Sorte Muld, la majorité des gullgubber ne représentent pas de couples. À Uppåkra, la plupart représentent des hommes, un plus petit nombre représentent des femmes et seuls quelques-uns représentent des couples,. Certaines caractéristiques iconographiques des personnages uniques - un geste du pouce sur la bouche associé à un voyant comme dans les représentations de la légende de Sigurð, un groupe de personnages avec des massues et deux autres avec des bâtons ou des sceptres de longueurs différentes - ont été considérées comme liées individuellement à des dieux nordiques.

## Emplacements des découvertes
Gullgubber a été trouvé sur 42 sites en Norvège, en Suède et dans un grand nombre d'emplacements au Danemark. Certains de ces endroits les plus remarquables sont :
- Borg, Lofoten, Norvège
- Borge, Østfold, Norvège
- Église de Mære, Nord-Trøndelag, Norvège - IXe siècle, découverte lors de fouilles en 1968 [21]
- Église Vingrom, Lillehammer, Norvège - découverte lors de fouilles entre 2003 et 2005
- Kongsvik, Tjeldsund, Nordland, Norvège – découverte dans les années 1740 [22]
- Hauge, Klepp, Rogaland, Norvège – environ 700-800 avant J.C.
- Slöinge, Halland, Suède – environ 690 avant J.C.
- Helgö, Uppland, Suède
- Uppåkra, près de Lund, Scania, Suède – découverte datant de 111
- Sorte Muld, Bornholm, Danemark - 2 480 objets trouvés[23], datés avec ceux d'Uppåkra du VIe siècle[24]
- Lundeborg, Gudme, Funen, Danemark – daté d'environ 100 après J.C.
- Västra Vång, Blekinge, Suède - 29 objets découverts en 2013. Il s'agit le troisième plus grand nombre trouvé en Suède.

Environ 1 800 gullgubber sont exposés au musée Bornholm à Rønne. La plupart des gullgubber d'Uppåkra peuvent être vus au musée historique de l'université de Lund.

## Sources bibliographiques
- Jan Peder Lamm. "Figural Gold Foils Found in Sweden". Dans Helen Clarke et Kristina Lamm (éd. ) Excavations at Helgö XVI: Exotic and Sacral Finds from Helgö. Stockholm : Almqvist et Wiksell, 2004. (ISBN 91-7402-339-X)
- Margrethe Watt. "Die Goldblechfiguren ('guldgubber') aus Sorte Muld, Bornholm". Dans Karl Hauck (éd. ) Der historische Horizont der Götterbild-Amulette aus der Übergangsepoche von der Spätantike zum Frühmittelalter : Bericht über das Colloquium vom 28.11.-1.12.1988 in der Werner-Reimers-Stiftung, Bad Homburg. Göttingen : Vandenhoeck & Ruprecht, 1992,  (ISBN 3-525-82587-0), p. 195–227.
- Margrethe Watt. "Guldgubber". Dans Christian Adamsen, Ulla Lund Hansen, Finn Ole Nielsen, Margrethe Watt (éd.) Sorte Muld. Rønne: Bornholms Museum og Kulturarvsstyrelsen, 2008,  (ISBN 87-88179-11-7), p. 42–53.